# Merouane Boussalem
Merouane Boussalem (en arabe : مروان بوسالم) est un footballeur algérien né le 11 février 1996 à Rouïba dans la wilaya d'Alger. Il évolue au poste d'ailier droit à l'US Biskra.

## Biographie
Il évolue en première division algérienne avec le club de l'Olympique de Médéa avant d'aller au NA Hussein Dey en septembre 2020.